# Dooier

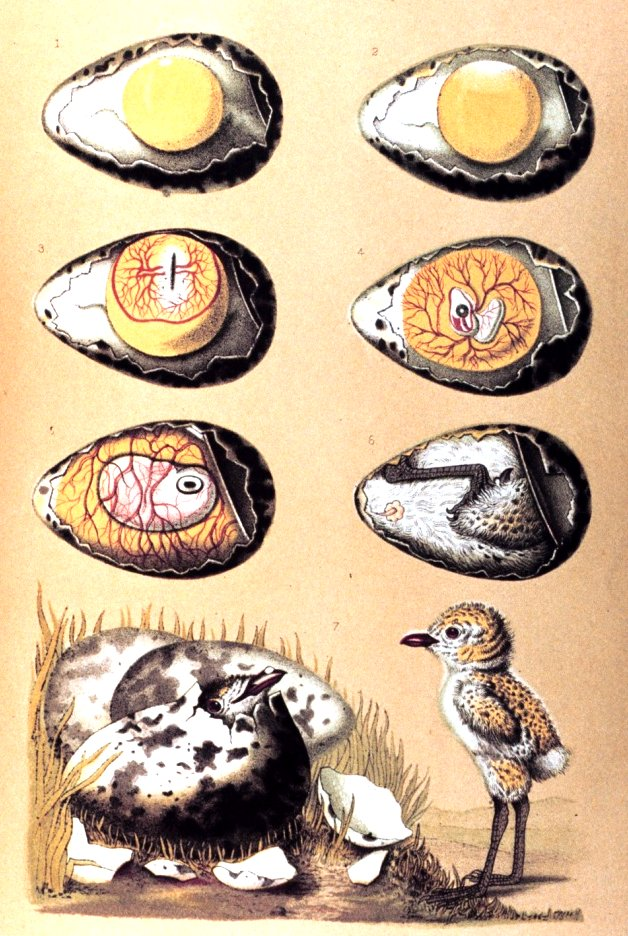
Van dooier naar vogel

De dooier is dat deel van een ei, dat het door het moederdier geproduceerde voedsel bevat voor haar embryo. Niet alleen harde vogeleieren hebben een dooier, maar ook zachtere zoals die van reptielen en amfibieën. Bij eierlevendbarende dieren wordt het ei niet gelegd. De jongen komen in het moederlijf al uit. Ze eten dan, afhankelijk van de diersoort, niets, door de moeder geproduceerd voedsel of elkaar. Dat laatste komt voor bij haaien en sommige salamanders.
Een dooier bestaat uit een capsule waarin een voedselvoorraad aanwezig is en een kiemschijf. De kiemschijf deelt zich en ontwikkelt zich tot een embryo. Bij veel diersoorten is de dooier opgeteerd wanneer het jong uit het ei kruipt. Er zijn echter ook dieren die de rest van de dooier een tijdje met zich meedragen. Ze zijn dan kwetsbaar, meestal niet beweeglijk en schuilen tot de dooier geen voedingsstoffen meer bevat, pas dan gaan ze op zoek naar voedsel. Dit komt veel voor bij larven van vissen en kikkervisjes. Het voedsel uit een dooier wordt nooit opgenomen door de monddelen, maar via de buik.
De grootst bekende dooier, en daarmee de grootste cel in het dierenrijk, is de eierdooier van de struisvogel.